# Limón (geometría)

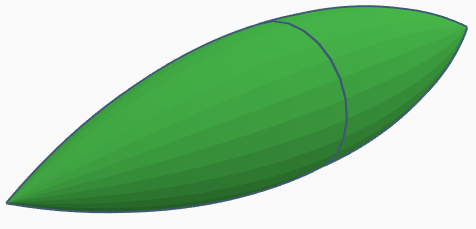
Un limón

En geometría, un limón es una forma geométrica, construida como la superficie de revolución de un arco circular de ángulo  inferior a la mitad de un círculo completo, girado alrededor de un eje que pasa por los extremos de la lente (o arco). La superficie de revolución del arco complementario del mismo círculo, a través del mismo eje, se llama manzana.

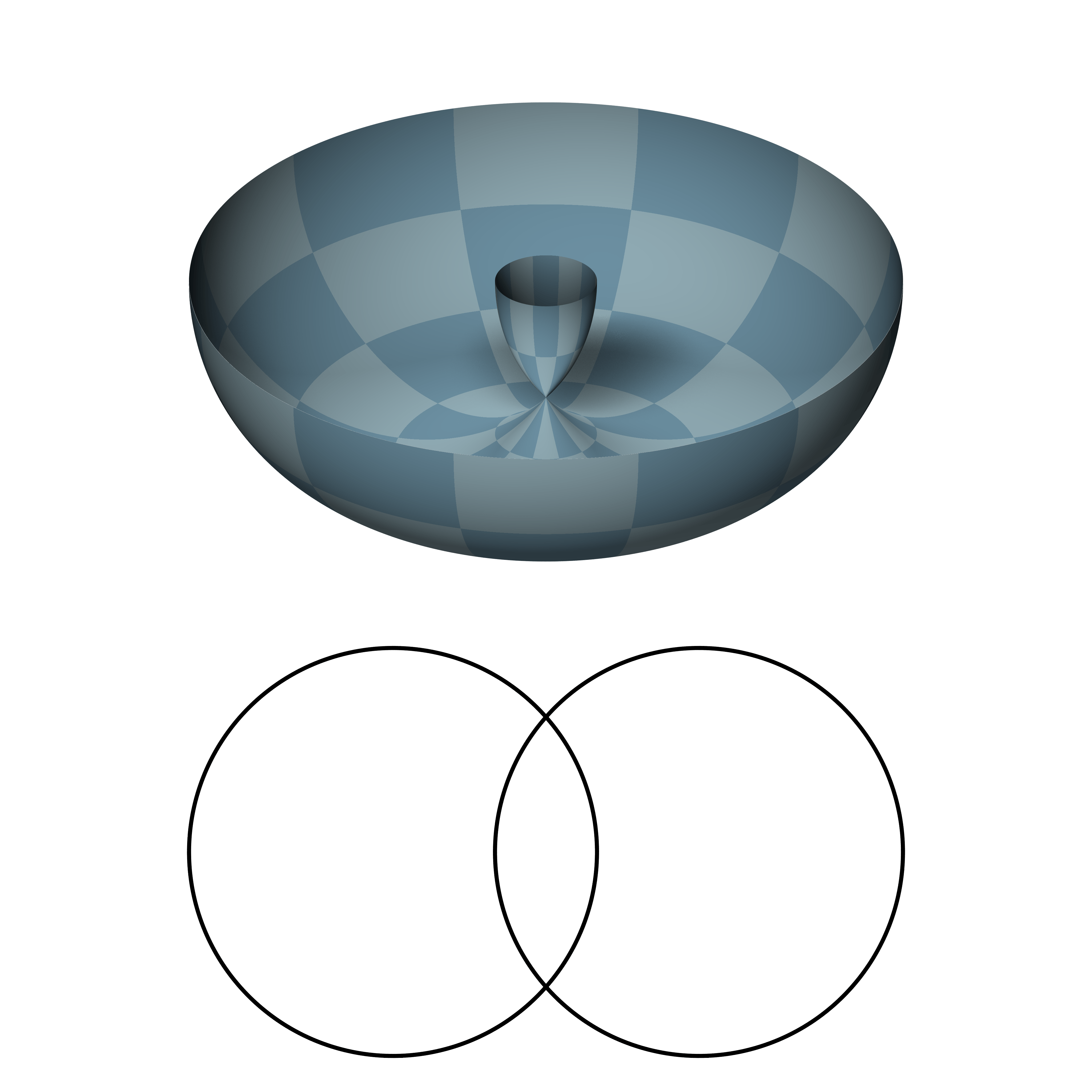
La mitad de un toro autointersecante

La manzana y el limón juntos forman un toro que se cruza a sí mismo, la superficie de revolución de todo el círculo, con la manzana como la capa exterior del toro y el limón como la capa interior. El limón forma el límite de un conjunto convexo, mientras que la manzana que lo rodea no es convexa.

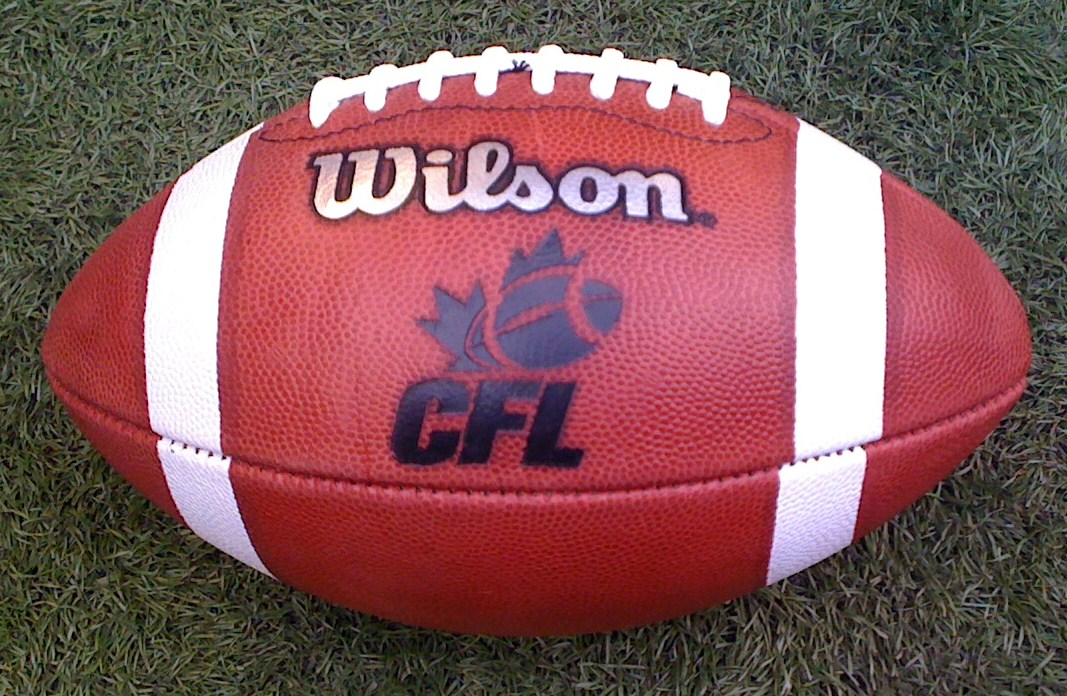
Balón de futbol americano

El balón en el fútbol norteamericano tiene una forma que se asemeja a un limón geométrico. Sin embargo, aunque se usa con un significado relacionado en geometría, el término "fútbol" se usa más comúnmente para referirse a una superficie de revolución cuya curvatura gaussiana es positiva y constante, formada a partir de una curva más complicada que un arco circular. Alternativamente, una pelota de fútbol puede referirse a un orbifold más abstracto, una superficie modelada localmente en una esfera excepto en dos puntos.